# Немес
Немес е вид забрадка със сини и жълти райета и понякога с дълги краища, падащи отпред, от двете страни на главата, носена от фараоните в Древен Египет.
Покрива цялата глава и голяма част от врата. Най-древният немес е открит по време на I династия, най-носен е по време на III династия и спира да се носи по времето на Птолемеите.
Немесът е носен единствено и само от фараоните, като символ на власт, който ги отделя от простолюдието и другите обикновени хора. На широката публика е известен от златната маска на Тутанкамон и от големия сфинкс в Гиза.
| Портал | Портал „Африка“ съдържа още много статии, свързани с Африка. Можете да се включите към Уикипроект „Африка“. |